# داء المتكيسات الرئوية
داء المتكيسات الرئوية أو داء المتكيسة الرئوية (بالإنجليزية: Pneumocystosis)‏ هو عدوى بالمتكيسة الرئوية الجؤجؤية والذي تحدث في العدوى التنفسية في مرضى الإيدز، ومن غير الشائِع وجود عدوى خارج الرئة، ولكن قد تحدث في الجلد، وتظهرُ خاصةً كنموٍ عقيدي في قناة الأذن.:442